# Federaal Parlement van België
Het Federaal Parlement, ook het Belgische Parlement of de (Wetgevende) Kamers genoemd, is de nationale volksvertegenwoordiging van België, en zetelt in het Paleis der Natie in Brussel.
Het Federaal Parlement bestaat uit twee kamers (bicameraal): de Kamer van volksvertegenwoordigers en de Senaat. De Kamer van volksvertegenwoordigers telt 150 zetels en de Senaat 60 zetels. De gemeenschappelijke vergadering van de Kamerleden en de senatoren vindt plaats in de Verenigde Kamers. De werking en samenstelling van de federale kamers wordt grotendeels geregeld in de Belgische Grondwet.
In het Belgische parlement wordt (sinds 24 juni 1936 in de Kamer en sinds 10 november 1936 in de Senaat) simultaan getolkt tussen Frans en Nederlands; België was daarmee het eerste land met parlementaire tolken. Op 26 november 1935 had Henri Carton de Wiart een pleidooi gehouden voor vertolking. 

## Samenstelling
Het federaal parlement bestaat uit 2 kamers, die onafhankelijk van elkaar functioneren. Enkel de Kamer wordt rechtstreeks verkozen. De Senaat is een samengesteld van deelsenatoren en gecoöpteerde senatoren.

### De Kamer van volksvertegenwoordigers

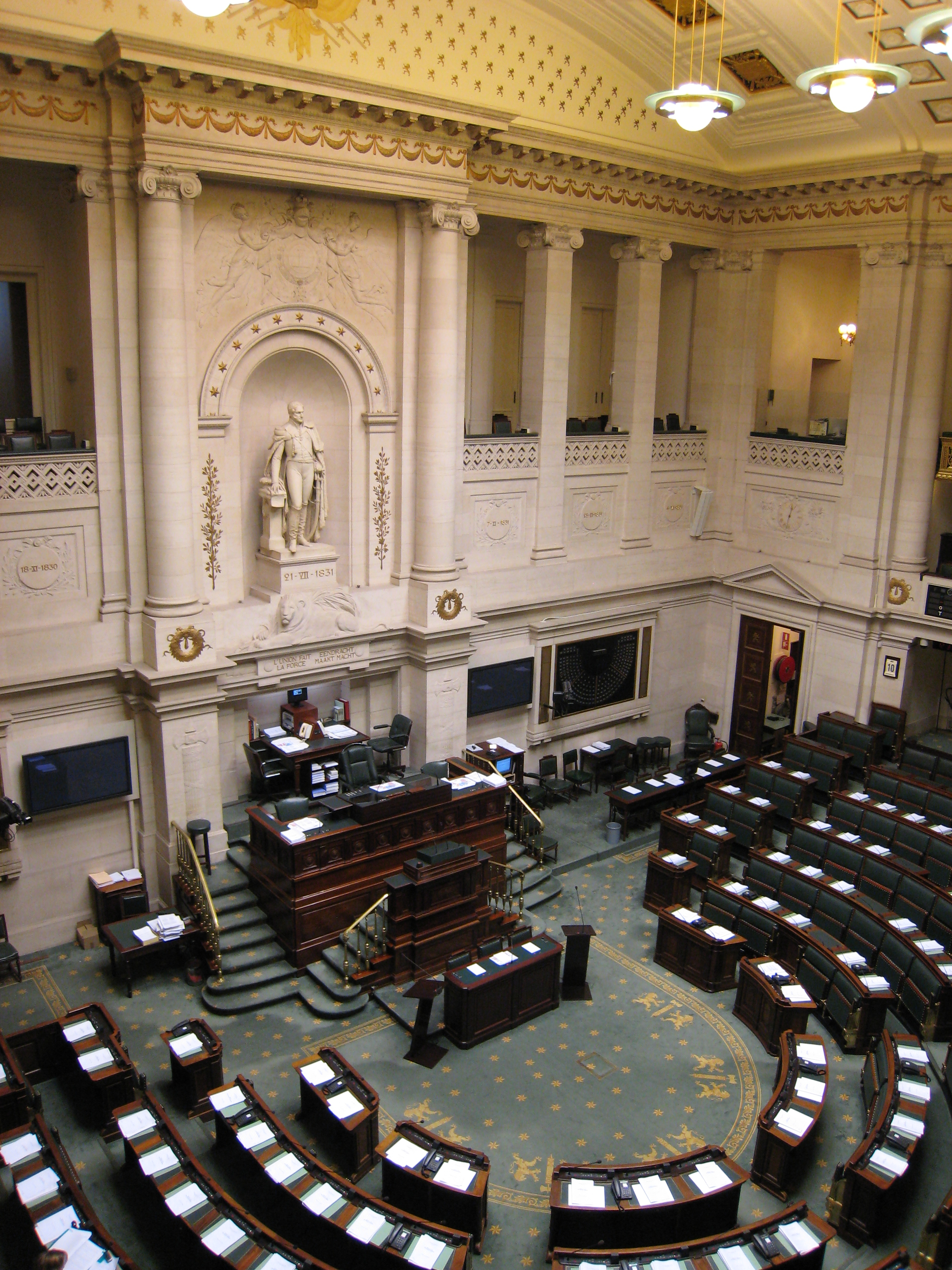
Kamer van volksvertegenwoordigers

De Kamer is de enige kamer die rechtstreeks wordt verkozen door de bevolking voor een termijn van 5 jaar; tot 2014 was dit voor 4 jaar.
De Kamer telt sinds 1995 150 leden (voordien 212 leden) die rechtstreeks verkozen worden bij algemeen enkelvoudig stemrecht door alle meerderjarige kiesgerechtigde Belgen, voor wie een opkomstplicht geldt. Om verkozen te kunnen worden in een van beide kamers moet men Belg zijn, het genot hebben van de burgerlijke en politieke rechten, 18 jaar zijn en in België wonen (volgens Art. 64 en 69 van de Belgische Grondwet).
De Kamer is politiek ingedeeld in fracties. Een fractie moet minstens uit vijf leden bestaan om erkend te worden. Er is ook een indeling in taalgroepen: een Nederlandse taalgroep met 89 leden en een Franse taalgroep met 61.

### De Senaat

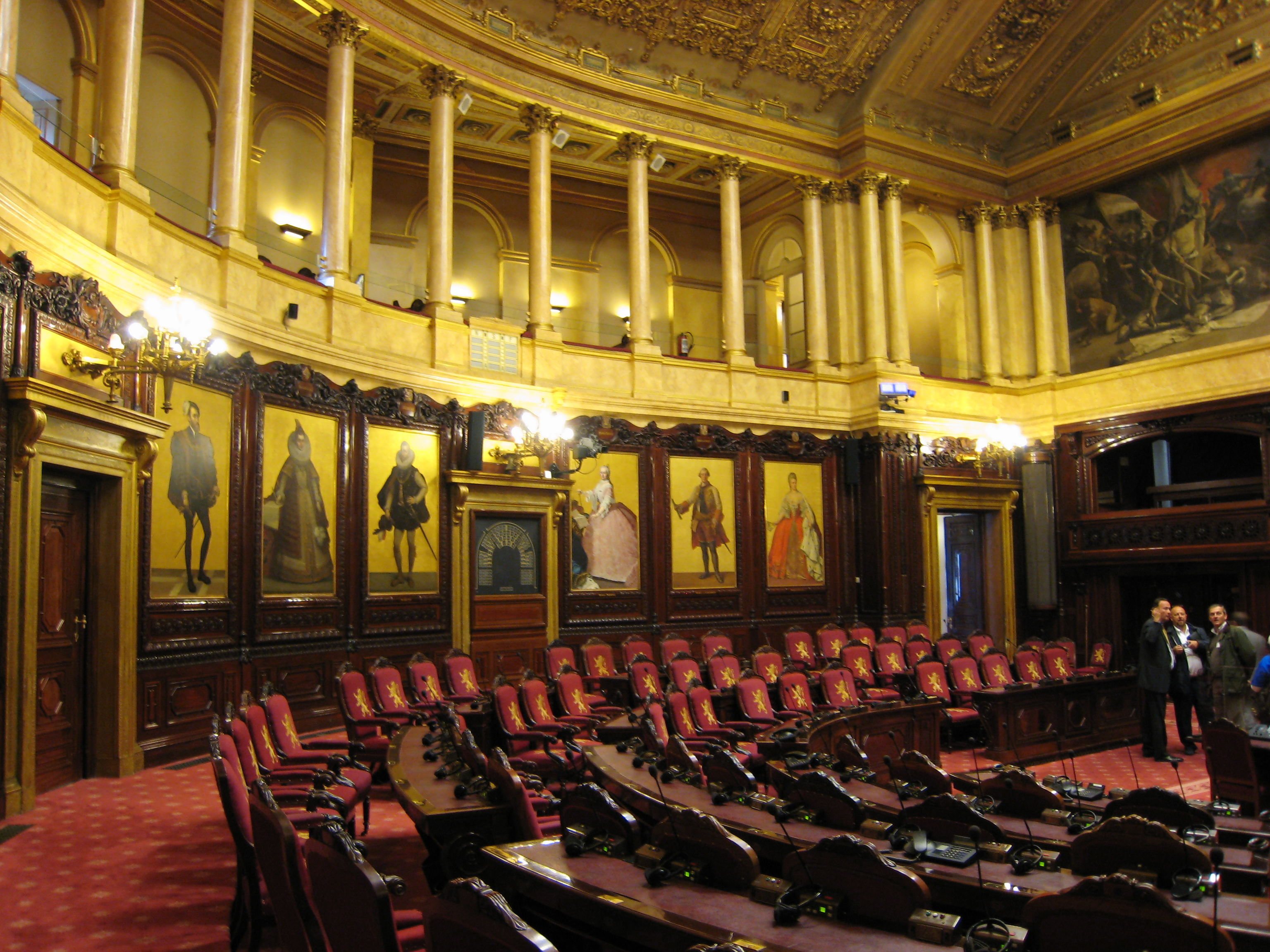
Senaat

In de Senaat zitten sinds 2014 enkel nog deelstaatsenatoren (50), waarvan er 29 Nederlandstaligen, 20 Franstaligen en 1 Duitstalige en gecoöpteerde senatoren (10), waarvan er 6 Nederlandstalig en 4 Franstalig zijn. In de Senaat zetelen daardoor 60 senatoren. Het gaat om 35 Nederlandstaligen (58,3%), 24 Franstaligen (40 %) en 1 Duitstalige (1,7 %).
Tot 2014 werd een deel van de senatoren eveneens rechtstreeks verkozen. Telkens er verkiezingen waren voor de Kamer van volksvertegenwoordigers, werden ook verkiezingen uitgeschreven voor de rechtstreeks verkozen senatoren. Na de verkiezingen werden dan de zetels van de gecoöpteerde senatoren verdeeld tussen de politieke partijen volgens de verhoudingen uit de verkiezing van de rechtstreeks verkozen senatoren. Daarnaast zetelden er vanuit de gemeenschapsregeringen ook gemeenschapssenatoren in de Senaat.

## Bevoegdheden en werking
De twee belangrijkste bevoegdheden van het parlement zijn:
- De wetgevende bevoegdheid (die wordt uitgeoefend door middel van wetten, bijzondere wetten, interpretatieve wetten, naturalisatiewetten, begrotingswetten, programmawetten, kaderwetten, opdrachtwetten en volmachtenwetten)
- De bevoegdheid om de regering te controleren.

Voor de staatshervorming van 1993 hadden beide federale kamers dezelfde macht op deze terreinen. Sinds het Sint-Michielsakkoord is daar een einde aan gemaakt doordat de functie van de Senaat ingrijpend werd herzien.

### De Kamer van volksvertegenwoordigers
De Kamer van volksvertegenwoordigers heeft nog steeds de volle wetgevende bevoegdheid en zij controleert de federale regering. Deze kamer wordt dan ook beschouwd als de "politieke" kamer, de kamer waar het echte politieke spel van meerderheid en oppositie wordt gespeeld.
Exclusieve bevoegdheden van de Kamer:
- een regeringsmeerderheid vormen
  - de regering moet bij haar aantreden het uitdrukkelijk vertrouwen krijgen van de meerderheid van de Kamerleden
- het regeringsbeleid controleren
- de staatsfinanciën controleren
  - de Kamer alleen keurt de begrotingen goed en stelt de eindrekening vast.

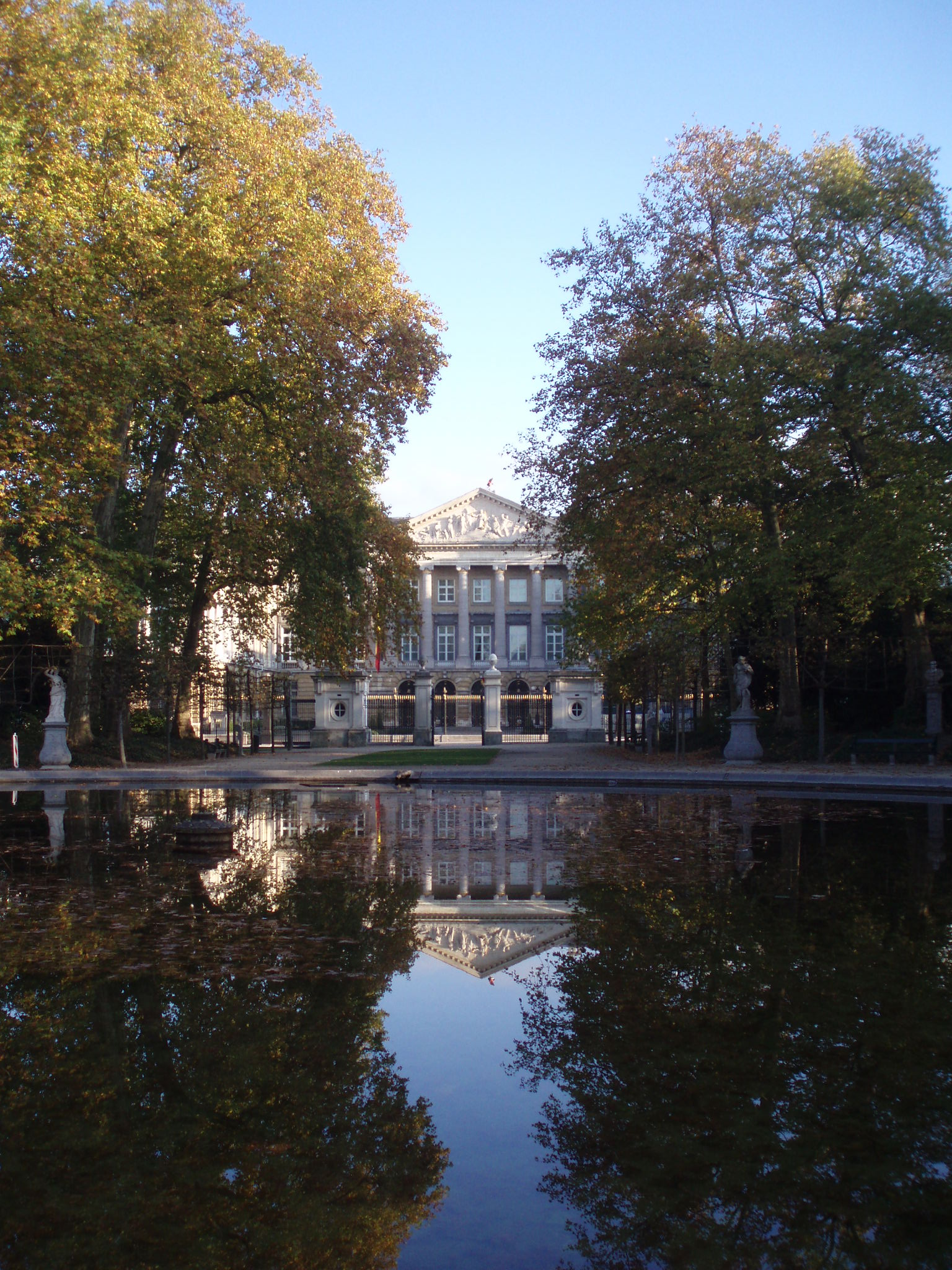
Het gebouw gezien vanuit het Koninklijk Park

- beleidsinformatie verzamelen

### De Senaat
De Senaat is eerder opgevat als een "reflectiekamer", een kamer waarin men op een gezapiger tempo het wetgevend werk uitvoert. Hier kan langer stil gestaan worden bij wetsvoorstellen en wetsontwerpen, wat zou moeten leiden tot een betere kwaliteit van de wetten. Het is dan ook geen toeval dat maatschappelijk en ethisch gevoelige wetgeving vooral uitgewerkt wordt door de Senaat (zo bijvoorbeeld de euthanasiewet en de Wet Franchimont).
Daarnaast heeft de Senaat nog een tweede functie, namelijk die van een "ontmoetingskamer". Door de aanwezigheid van de gemeenschapssenatoren worden immers de parlementen van de deelstaten betrokken bij de besluitvorming op federaal niveau.
Concreet kan men de wetgevende bevoegdheid van de Senaat in drie categorieën verdelen:
- Soms is de Senaat niet bevoegd en gaat het dus om exclusieve bevoegdheden van de Kamer. De aangelegenheden waarin dit het geval is worden opgesomd in art. 74 van de Grondwet:
  - het verlenen van naturalisaties;
  - burgerrechtelijke en strafrechtelijke aansprakelijkheid van de ministers van de Koning;
  - de begrotingen en de rekeningen van de Staat;
  - de vaststelling van het legercontingent.
- Soms heeft de Senaat dezelfde wetgevende bevoegdheid als de Kamer (het zogenaamde "verplicht tweekamerstelsel"). De Kamer van volksvertegenwoordigers en de Senaat moeten dan allebei akkoord gaan met dezelfde wettekst, zo niet kan de wet niet tot stand komen. Deze procedure wordt gehanteerd in volgende materies (een lijst die kan uitgebreid worden door een bijzondere wet):
  - de verklaring tot herziening van de Grondwet en de herziening van de Grondwet;
  - de aangelegenheden waarvan in de Grondwet wordt gesteld dat de Kamers gelijk bevoegd zijn;
  - de wetten bedoeld in de artikelen 5, 39, 43, 50, 68, 71, 77, 82, 115, 117, 118, 121, 123, 127 tot 131, 135 tot 137, 140 tot 143, 145, 146, 163, 165, 166, 167, § 1, derde lid, § 4 en § 5, 169, 170, § 2, tweede lid, § 3, tweede en derde lid, § 4, tweede lid, en 175 tot 177 van de Grondwet, evenals de wetten ter uitvoering van de voormelde wetten en artikelen;
  - de bijzondere wetten, evenals de wetten ter uitvoering hiervan;
  - de wetten die bevoegdheden overdragen aan internationale instellingen;
  - de wetten houdende instemming met verdragen;
  - de wetten aangenomen om de naleving van internationale of supranationale verplichtingen te verzekeren;
  - de wetten op de Raad van State;
  - de organisatie van de rechterlijke macht;
  - de wetten tot goedkeuring van samenwerkingsakkoorden tussen de Staat, de gemeenschappen en de gewesten.
- In alle andere aangelegenheden bepaalt de Senaat zelf de mate waarin zij in de besluitvorming wordt betrokken. Zij worden in de procedure betrokken door:
  - zelf een initiatief te nemen
  - gebruik te maken van hun evocatierecht

De Senaat is niet langer bevoegd om de regering te controleren. Wel blijft de Senaat, buiten de begrotingsbevoegdheid, over alle traditionele bevoegdheden van een parlement beschikken: ze hebben nog het recht van onderzoek, bepalen zelf hun dotatie, stelt haar eigen reglement op, etc.

## Gebouw

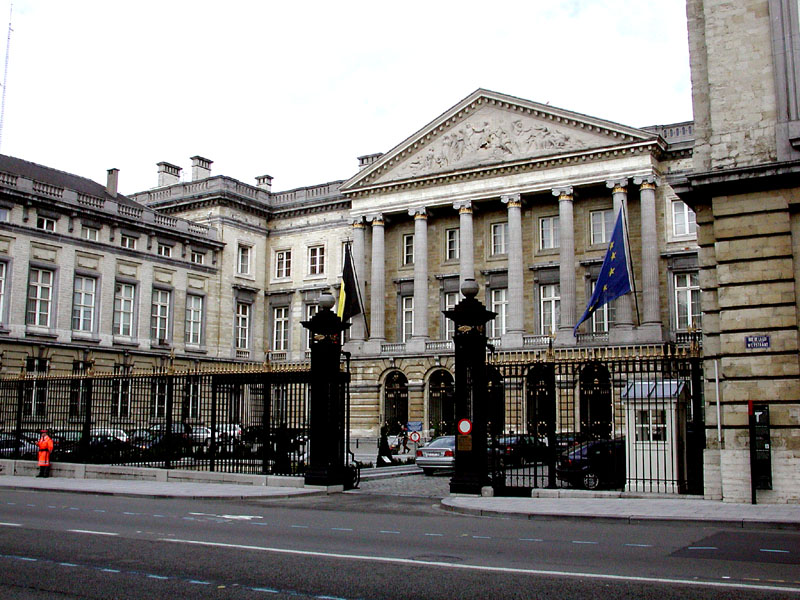
Het gebouw van het Belgische Parlement in Brussel gezien vanaf de Wetstraat

Het parlement bevindt zich in het Paleis der Natie. Het paleis ligt aan de Wetstraat. Het gebouwencomplex is van het Koninklijk Paleis van Brussel gescheiden door het Warandepark.
De eerste steen van het federaal parlementsgebouw werd gelegd in 1779 onder het Oostenrijkse bewind in neoclassicistische stijl. Het gebouw deed eerst dienst als vestigingsplaats van de Soevereine Raad van Brabant, het hoogste rechtscollege en bestuurslichaam van het hertogdom Brabant. Onder de Franse overheersing waren de rechtbanken er gevestigd. Ten tijde van het Verenigd Koninkrijk der Nederlanden deed het gebouw dienst als vestigingsplaats voor de Staten-Generaal, die afwisselend vergaderde in Brussel en Den Haag.
Bij de Belgische Revolutie vestigde het Voorlopig Bewind en het Nationaal Congres zich in het huidige parlement en vanaf 1831 zetelen de Kamer van volksvertegenwoordigers en de Senaat er.

## Vergelijkbare kamers
- Historisch:
  - Zeventien Provinciën: Staten-Generaal van de Nederlanden
  - Koninkrijk Frankrijk: États Généraux du Royaume de France
- Actueel:
  - Nederland: Staten-Generaal van het Koninkrijk der Nederlanden
  - Verenigd Koninkrijk: Houses of Parliament
  - Verenigde Staten: Congres